# Rudolf von Waldow
Rudolf Heinrich Karl Hubert von Waldow (* 14. März 1824 in Deutz; † 4. Januar 1891 in Schwerin) war ein preußischer Generalleutnant und Kommandeur der 3. Division.

## Leben

### Herkunft
Rudolf war der älteste Sohn des preußischen Generalmajors Karl Wilhelm von Waldow (1777–1836) und dessen Ehefrau Antoinette, geborene Freiin von Blanchart (1798–1887). Sein Bruder Karl (1828–1896) war Direktor der Thuringia Versicherungsgesellschaft.

### Militärkarriere
Nach dem Besuch der Gymnasien in Kreuznach, Bonn, Paderborn und Köln sowie der Herrnhuter Anstalt trat Waldow am 15. April 1841 als Dragoner in das 4. Dragoner-Regiment der Preußischen Armee ein. Unter Beförderung zum Sekondeleutnant erfolgte Mitte Januar 1843 seine Versetzung in das 7. Ulanen-Regiment und von Oktober 1848 bis Mai 1849 war er zur weiteren Ausbildung zur Lehr-Eskadron kommandiert. Bis Mitte November 1856 stieg Waldow zum Premierleutnant auf, war von März 1857 bis August 1858 als Eskadronführer zum 7. Landwehr-Ulanen-Regiment kommandiert und wurde am 16. März 1858 Rittmeister. Nach einer kurzzeitigen Verwendung als Führer der Ersatz-Eskadron seines Regiments wurde Waldow am 12. Mai 1859 als Eskadronführer zum 1. kombinierten Ulanen-Regiment kommandiert, aus dem zum 1. Juli 1860 das 2. Pommersche Ulanen-Regiment Nr. 9 hervorging. Er fungierte für vier Jahre als Chef der 4. Eskadron in Treptow an der Tollense und war ab Ende Juni 1864 als Adjutant der 3. Division kommandiert. Mit der Beförderung zum Major wurde Waldow am 3. April 1866 in das Ostpreußische Ulanen-Regiment Nr. 8 versetzt und als Adjutant des Generalkommandos des VII. Armee-Korps kommandiert. Während des Deutschen Krieges war er ab dem 12. Mai 1866 in gleicher Eigenschaft beim Oberkommando der Mainarmee tätig, nahm an den Kämpfen bei Kissingen sowie Aschaffenburg teil und erhielt für sein Wirken neben dem Roten Adlerorden IV. Klasse mit Schwertern das Mecklenburgische Militärverdienstkreuz.
Nach dem Krieg trat Waldow zunächst in seine Friedensstellung zurück und wurde am 30. Oktober 1866 als etatmäßiger Stabsoffizier in das Rheinische Kürassier-Regiment Nr. 8 nach Deutz versetzt. Daran schloss sich am 18. Juni 1869 seine Ernennung zum Kommandeur des 2. Hannoverschen Dragoner-Regiments Nr. 16 an. Als Oberstleutnant führte er dieses Regiment 1870/71 während des Krieges gegen Frankreich bei Vionville, Gravelotte, Noisseville, Beaune-la-Rolande, Beaugency-Cravant, Petite Maxe, Malroy, Charly, Ladon, Maizières, Château Serquen, Vendôme, Coulmiers und Monnaie sowie vor Metz und Toul.
Ausgezeichnet mit dem Eisernen Kreuz II. Klasse wurde Waldow nach dem Friedensschluss Mitte Januar 1872 Oberst und am 15. Juni 1875 unter Stellung à la suite seines Regiments zum Kommandeur der 9. Kavallerie-Brigade in Glogau ernannt. Gleichzeitig kommandierte man ihn zur Vertretung des Kommandeurs der 2. Kavallerie-Brigade nach Danzig und ernannte ihn am 12. Oktober 1875 zum Kommandeur dieses Großverbandes. Er erhielt am 20. September 1876 die Beförderung zum Generalmajor sowie am 9. September 1879 den Kronen-Orden II. Klasse mit Stern. Am 14. Oktober 1882 erfolgte seine Versetzung als Kommandeur der 3. Division nach Stettin und am 21. November 1882 avancierte er zum Generalleutnant. Waldow wurde am 6. Dezember 1883 unter Verleihung des Sterns zum Roten Adlerorden II. Klasse mit Eichenlaub und Schwertern am Ringe mit Pension zur Disposition gestellt. Er starb am 4. Januar 1891 in Schwerin.

### Familie
Er heiratete am 1. Februar 1865 in Schwerin Bertha von Plessen (1832–1889), Witwe des Majors Ernst von Briesen († 1863). Das Paar hatte mehrere Kinder:
- Bertha (* 1865) ⚭ 1886 Hans von Stenglin (1859–1911), preußischer Major z.D.[2]
- Rudolf (* 1867), preußischer Oberstleutnant